# Tautomer
Tautomeri er et specialtilfælde af strukturel isomeri. En tautomer er sin egen isomer af en organisk forbindelse, som har den egenskab at den hurtigt kan ændre sin isomeriske form ved en kemisk reaktion som kaldes tautomerisering.
Sædvanligvis forekommer dette som migrering af hydrogenatomer (protoner) med en ombytning af en enkeltbinding med en dobbeltbinding. I opløsninger hvor tautomeri er mulig, vil en kemisk ligevægt mellem de to tautomerene opnås. Forholdet mellem tautomerene kommer an på mange faktorer, inklusiv temperatur, opløsningsmiddel og pH. Tautomeri kan katalyseres med syrer og baser.